# Tetrazen
Tetrazen je organsko jedinjenje, sa molekulskom formulom H2NN=NNH2 koje sadrži 2 atoma ugljenika i ima molekulsku masu od 188,151 . To je bezbojni eksplozivni materijal. Analog je derivat organosilicijuma (tms) 2NN=NN(tms)2 gde je tms trimetilsilil. Izomerni sa tetrazinom je amonijum azid.
Tetrazen eksploziv, obično poznat jednostavno kao tetrazen, koristi se za osetljivost osnovnih smeša za prajmer.

## Svojstva
Tetrazen ima jedanaest izomera. Najstabilniji od njih je ravno-lančani 2-tetrazen (H2N-N=N-NH2), koji ima standardnu toplotu formiranja od 301,3 kJ/mol. Jedanaest izomera se može rasporediti u tri grupe: tetrazeni ravnog lanca, četvoročlani ciklotetrazan i tročlani ciklotriazani. Svaki tetrazenski izomer ravnog lanca poseduje jednu N=N dvostruku vezu i dve NN jednostruke veze. Tautomerizacije se dešavaju između izomera. Jonsko jedinjenje amonijum azid je takođe konstitutivni izomer tetrazena.

## Osobine
| Osobina                  | Vrednost |
| ------------------------ | -------- |
| Broj akceptora vodonika  | 8        |
| Broj donora vodonika     | 5        |
| Broj rotacionih veza     | 3        |
| Particioni koeficijent ( | -0,7     |
| Rastvorljivost (logS, log(mol/L))       | 0,7      |
| Polarna površina (PSA, Å2)  | 189,8    |

## Pregled
Postoje brojni izomeri za grupe supstanci tetrazena. Neke važne su navedene ovde sa njihovim svojstvima:
| Tetrazen            |               |                |                                                        |
| Ime                 | 1-Tetrazen    | cis-2-Tetrazen | trans-2-Tetrazen                                       |
| Druga imena         |               | (Z)-2-Tetrazen | (E)-2-Tetrazen                                         |
| Strukturna formula  |               |                |                                                        |
| CAS broj            | 14097-21-3 Q0 | 69996-02-7 Q0  | 54410-57-0                                             |
| CAS broj            | 27120-23-6 Q0 |                |                                                        |
| PubChem             |               |                |                                                        |
| Molekularna formula | H4N4          | H4N4           | H4N4                                                   |
| Molarna masa        | 60,06 g·mol−1 | 60,06 g·mol−1  | 60,06 g·mol−1                                          |
| Agregatno stanje    |               |                |                                                        |
| Kratak opis         |               |                | Bezbojna čvrsta supstanca (na −78 °C (−108 °F; 195 K)) |
| Gustina             |               |                | 1,4 g·cm−3                                             |

## Organometalni derivati
Različiti kompleksi koordinacije poznati su za  R2N42-- (R = metil, benzil).

## Literatura
- Clayden, Jonathan; Greeves, Nick; Warren, Stuart; Wothers, Peter (2001). Organic Chemistry (I изд.). Oxford University Press. ISBN 978-0-19-850346-0.
- Smith, Michael B.; March, Jerry (2007). Advanced Organic Chemistry: Reactions, Mechanisms, and Structure (6th изд.). New York: Wiley-Interscience. ISBN 0-471-72091-7.
- Katritzky A.R.; Pozharskii A.F. (2000). Handbook of Heterocyclic Chemistry (Second изд.). Academic Press. ISBN 0080429882.

## Dodatna literatura
- Encyclopedia of inorganic chemistry. — editor R. Bruce King, 2 Ed., 10 volume set. — 2005
- Holleman A.F., Wiberg E., Wiberg N. Lehrbuch der Anorganischen Chemie. — Berlin: Walter de Gruyter, 1995. — С. 676
- Общая органическая химия. — Т.3, под ред. Бартона Д. и Оллиса В. Д. — М.: Химия, 1982. — С. 328
- Химическая энциклопедия. — Т.1. — М.: Советская энциклопедия, 1988. — С. 58